# Vaixali (distrito)

Localização do distrito (em preto) dentro do estado de Bihar (em rosa), na Índia

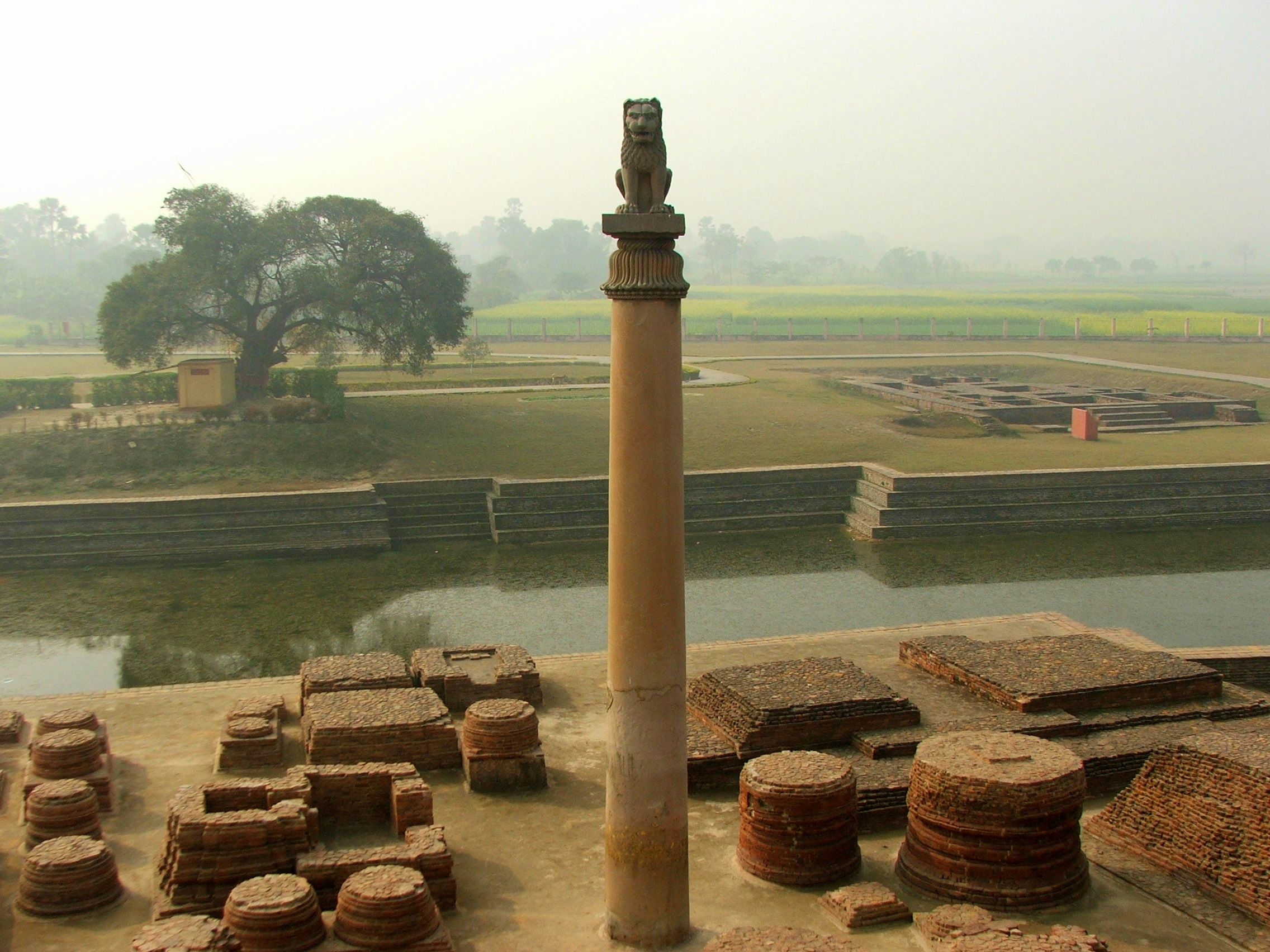
Antiga cidade de Vaixali, no distrito homônimo

Vaixali, Vessáli ou Vaishali é um dos 38 distritos em que se divide o estado de Bihar, na Índia. Sua capital é a cidade de Hajipur. Possui grande importância histórica e religiosa, pois abrigou, no passado, a antiga cidade de Vaixali (hoje, Baçorá), uma das primeiras repúblicas do mundo e local de nascimento de Mahavira, o fundador do jainismo.

## História
Em 599 a.C., nasceu, na antiga cidade de Vaixali, aquele que seria o fundador da atual religião do jainismo, Mahavira. Na época, a região era governada pelo clã dos Licchavi (ou Litxaves), na que alguns historiadores consideram como tendo sido uma das primeiras repúblicas do mundo.
Por volta de 483 a.C., o fundador do budismo, Sidarta Gautama, proferiu, na mesma cidade, o seu último sermão, antes de morrer. A cidade também era o lar da famosa cortesã Ambarapali, personagem de muitos contos folclóricos indianos e que veio a ser discípula de Sidarta Gautama.
Em 383 a.C., o rei Calasoca organizou, na cidade de Vaixali, o Segundo Concílio Budista.
No século XIV, o rei bengalês Haji Shah Ilyas fundou a cidade de Hajipur.
Em 1861, o arqueólogo inglês Alexander Cunningham apontou a localidade de Baçorá como sendo o lugar onde antigamente se localizava a cidade de Vaixali.
Em 1958, foram encontradas, no distrito, relíquias apontadas como pertencentes a Sidarta Gautama, o Buda.
Em 1972, foi formado o atual distrito, separando-se do distrito de Muzaffarpur.